# Bullismo scolastico

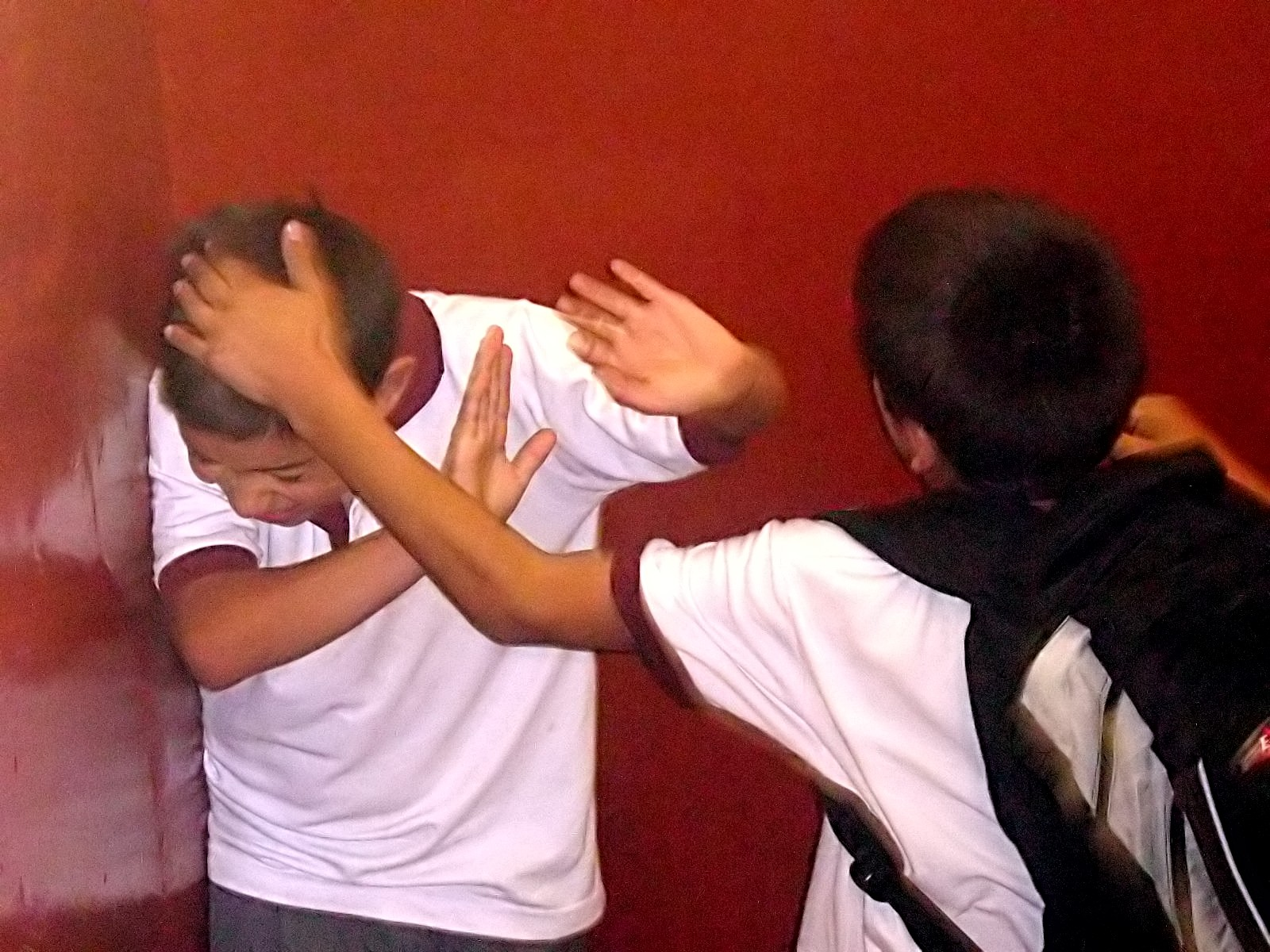
Immagine esemplificativa di due ragazzini, il primo sta subendo violenza fisica da un altro ragazzino.

Il bullismo scolastico è un tipo di bullismo che si verifica in contesti scolastici, ripetutamente tra gli studenti o per mano del personale scolastico per un certo periodo di tempo.

## Descrizione
Il bullismo scolastico può essere fisico, verbale o psicologico. Questo tipo di violenza è caratterizzata da atti ripetuti nel tempo volti a intimidire la vittima, che implica l'esercizio di prevaricazione e prepotenza, esercitati da un aggressore percepito come più forte rispetto al soggetto destinatario e che hanno come fine ultimo la sottomissione e l'umiliazione dello stesso.
A volte il soggetto che sviluppa un comportamento molesto nei confronti degli altri cerca, attraverso il metodo del "prove ed errori", di ottenere il riconoscimento e l'attenzione degli altri, che gli manca, imparando un modello di relazione basato sull'esclusione e sul disprezzo per gli altri.
Molto spesso il soggetto che fa il bullo nei confronti di un altro compagno viene rapidamente circondato da una banda o da un gruppo di bulli che sono unanimi e gregari nel loro comportamento molesto nei confronti della vittima. Ciò è dovuto alla mancanza o disfunzionalità di un'autorità esterna (ad esempio, un insegnante, un membro della famiglia, ecc.) che imponga dei limiti a questo tipo di comportamento, con il bullo primario che proietta un'immagine di leadership sul resto dei suoi coetanei.
Spesso la violenza trova un modo per essere socialmente canalizzata, materializzandosi in un noto meccanismo di regolazione dei gruppi in crisi: il meccanismo del capro espiatorio. Distruggere chi non è un seguace, chi resiste, chi è diverso, chi eccelle accademicamente, chi è intriso di principi morali di ferro o ancora chi ha il coraggio di sfidare il gruppo bullizzante.

## Atti ascrivibili
I professori Iñaki Piñuel Zabala e Araceli Oñate hanno descritto fino a 9 modalità di bullismo, con la seguente incidenza tra le vittime:
1. Blocco sociale (29,4%)
2. Molestie (20,9%)
3. Manipolazione (19,9%)
4. Costrizione (17,4%)
5. Esclusione sociale (16,0%)
6. Intimidazione (14,2%)
7. Aggressione (12,8%)
8. Minacce (9,3%)
9. Cyberbullismo

### Blocco sociale
Raggruppa le azioni di bullismo che cercano di bloccare socialmente la vittima. Tutte queste azioni sono volte al conseguimento dell'isolamento sociale e dell'emarginazione della vittima.
Esempi di azioni di blocco sono: i divieti di giocare in un gruppo, di parlare o comunicare con altri, impedire che si parli con la vittima o ci si relazioni, quindi un tentativo da parte di altri di abbattere la rete di sostegno sociale del soggetto.
Si include dentro questo gruppo di azioni il litigare con la vittima per farla piangere. Questo comportamento cerca di far apparire il soggetto, tra il gruppo dei pari, come una persona pigra, indegna, debole, indifesa, stupida, lamentosa, ecc. Il fare piangere il soggetto innesca socialmente nel suo ambiente un fenomeno di stigmatizzazione secondaria conosciuta come meccanismo di capro espiatorio. Tra tutte le forme di bullismo, è la più difficile da combattere perché spesso è invisibile e non lascia traccia. Il soggetto stesso identifica solo il fatto che nessuno gli parla o che nessuno vuole stare con lui o che altri lo escludono sistematicamente dai giochi.

### Molestie
Raggruppa quei comportamenti di bullismo che consistono in azioni di molestie e aggressione psicologica che manifestano disprezzo, mancanza di rispetto e disinteresse per la dignità della vittima. Il disprezzo, l'odio, il ridicolo, la derisione, i soprannomi, la crudeltà, la gestualità e l'imitazione sono indicatori di questo fenomeno.

### Manipolazione sociale
Raggruppa quei comportamenti di bullismo che pretendono rendere distorta l'immagine sociale del soggetto e spingere gli altri a mettersi contro di lui. Con queste azioni si tenta di presentare un'immagine negativa, distorta della vittima. Si esagera tutto ciò che la vittima fa o dice e viene accusato anche di cose non dette o non fatte. Non importa quello che faccia, tutto viene utilizzato affinché venga rifiutato dagli altri. A causa di questa manipolazione dell'immagine sociale della vittima perseguitata, molti altri individui si uniscono al gruppo di aggressione involontariamente, percependo che la vittima meriti l'aggressione che riceve, incorrendo in un meccanismo denominato “errore basico di attribuzione”.

### Costrizione
Raggruppa quei comportamenti di bullismo che pretendono che la vittima realizzi azioni contro la sua volontà. Tramite queste condotte chi perseguita il soggetto cerca di dominarlo e sottometterlo contro la sua volontà.
Il fatto che la vittima faccia determinate cose contro la sua volontà fornisce differenti benefici, soprattutto potere sociale, a chi lo spinge o corrompe a compiere queste azioni. I bulli vengono percepiti come poderosi, soprattutto, per gli altri che assistono alla sottomissione della vittima. Con frequenza le costrizioni implicano che il soggetto sia vittima di vessazioni, abusi o condotte sessuali non desiderate che deve tenersi per sé per paura delle vendette contro di lui o contro i suoi familiari.

### Esclusione sociale
Raggruppa quei comportamenti di bullismo che cercano di escludere la vittima dalla partecipazione di qualsiasi attività. Il “tu no”, è il centro di queste condotte con le quali il gruppo che perseguita il soggetto lo esclude socialmente. Ignorandolo, trattandolo come se non esistesse, isolandolo, impedendogli di esprimersi e impedendogli di partecipare ai giochi, si crea un vuoto sociale nel suo ambiente.

### Intimidazione
Raggruppa quei comportamenti di bullismo che hanno lo scopo di spaventare, intimidire, mettere in imbarazzo o logorare emotivamente il soggetto attraverso un'azione intimidatoria. Attraverso di esse, chi fa il prepotente cerca di indurre paura nel soggetto. Indicatori di questi comportamenti sono le azioni di bullismo, le minacce, il bullismo fisico e le molestie dentro e fuori da scuola.

### Minaccia all'integrità
Raggruppa i comportamenti di bullismo che cercano di scoraggiare minacciando l'integrità fisica del soggetto o della famiglia, anche attraverso l'estorsione.

## Cause

### L'aggressore e motivazioni
Il bullo della scuola non deve necessariamente avere una grave malattia mentale o un disturbo della personalità, ma presenta di solito una qualche forma di psicopatologia. In sostanza, ha una mancanza di empatia e una sorta di distorsione cognitiva. Solitamente è una persona che vede la violenza nel quotidiano, è abituato a essa, a casa i suoi parenti si trattano l'un l'altro in modo aggressivo e lo trattano in modo inappropriato.
La carenza di empatia spiega la sua incapacità di mettersi nei panni della vittima e di essere insensible alla sofferenza di quest'ultimo, che può arrivare al suicidio.

### L'ambiente scolastico
Può accadere che l'assenza in classe (o, in generale, nel centro educativo) di un adeguato clima di convivenza favorisca la comparsa del bullismo scolastico. La responsabilità è attribuita agli insegnanti che non hanno ricevuto una formazione specifica sulla mediazione in situazioni scolastiche conflittuali, all'abbassamento del loro profilo di autorità nella società moderna o addirittura siano loro i mandanti del bullismo scolastico.

## Le possibili conseguenze
Il bullismo scolastico può causare seri danni fisici e psicologici nelle vittime. Specialisti del Centro per gli Studi sullo Stress Umano (CSHS) dell'Ospedale Bédard Pavillon del Canada suggeriscono che le vittime di bullismo sono più vulnerabili, con il passare degli anni, a problemi mentali come il disturbo da stress post-traumatico, la depressione e i disturbi dell'umore.

## Prevenzione
Si stima che l'intervento simultaneo su fattori individuali, familiari e socio-culturali sia l'unico modo possibile per prevenire il bullismo. La prevenzione può essere effettuata a diversi livelli.
La prevenzione primaria sarebbe responsabilità dei genitori (impegno per un'educazione democratica e non autoritaria), della società nel suo insieme e dei media (sotto forma di autoregolamentazione rispetto a certi contenuti).
La prevenzione secondaria sarebbe una misura specifica sulla popolazione a rischio, cioè sugli adolescenti (fondamentalmente, promuovendo un cambiamento di mentalità riguardo alla necessità di denunciare i casi di bullismo scolastico anche se non sono vittime), e sulla popolazione direttamente collegata a esso, gli insegnanti (sotto forma di formazione di competenze adeguate per la prevenzione e la risoluzione dei conflitti scolastici).
Infine, una terza prevenzione sarebbe una misura di aiuto a coloro che sono coinvolti in casi di bullismo. L'aiuto può essere agglomerato in informazioni per genitori, insegnanti e studenti.
A livello istituzionale, i rapporti presentati dalla Banca Mondiale nel 2014 raccomandano di impartire programmi di studio agli insegnanti e al personale amministrativo nelle scuole atti a promuovere l'equità e individuare gli abusi. Allo stesso modo, la conoscenza dei codici di condotta e la formazione su come assistere gli studenti esposti alle molestie, compresi i moduli sulla prevenzione delle molestie sessuali e della discriminazione.

## Dati e statistiche
Statisticamente, il tipo di violenza dominante è di tipo emotivo e si verifica per lo più in classe e nei cortili delle scuole. I protagonisti dei casi di bullismo scolastico sono di solito adolescenti, con una percentuale leggermente più alta di ragazze nel profilo delle vittime.
Possono essere più inclini a essere vittime del bullismo i soggetti affetti da sindrome di Down, autismo, sindrome di Tourette, ecc.